# Piranšahr
Piranšahr je město v íránské provincii Západní Ázerbájdžán. Žije zde přibližně 92 tisíc obyvatel. Město leží v severozápadní části země pouhých 5 kilometrů od hranice s Irákem, konkrétně s iráckým guvernorátem Irbíl. Ve městě se nachází dvě univerzity, jmenovitě Islámská univerzita Azad a Univerzita Payame Noor. 